# Erebus albicinctus
Erebus albicinctus är en fjärilsart som beskrevs av Vincenz Kollar 1844. Erebus albicinctus ingår i släktet Erebus och familjen nattflyn. Inga underarter finns listade i Catalogue of Life.